# Platypalpus collini
Platypalpus collini är en tvåvingeart som först beskrevs av Chvala 1966.  Platypalpus collini ingår i släktet Platypalpus och familjen puckeldansflugor. Inga underarter finns listade i Catalogue of Life.